# Мирковићи
Мирковићи су руска племићка породица која је поседовала имање Николо-Жупан у Тулској губернији.
Род је уврштен у други и трећи део родословних књига С. Петербургу и Тулској губернији.
Род потиче из Србије, одакле је Степан Мирковић средином 18. века отишао у Пољску, а одатле у Русију и ступио у војну службу (1760). Један од предака Степана Мирковића био је српски владар у 17. веку.

## Значајни представници
- Мирковић Јаков Степановић (1745-1817) - државни саветник, директор царине Брест, у Русији (од 1760). [1]

- Мирковић, Александар Јаковљевић (1792-1888) - генерал-мајор, учесник рата 1812.
- Мирковић, Федор Јаковљевић (1789-1866) - генерал пешадије, учесник рата 1812. Гродно, Минск и Бјалисток генерал-губернатор, Вилна војни гувернер, сенатор.
  - Александар Федоровић (1834-?) - генерал-потпуковник, командант 15. армијског корпуса.
  - Михаил Федоровић (1836-1891) - генерал-потпуковник, начелник генералштаба Виљне војне области, учесник руско-турског рата 1877-1878.
  - Љубов Федоровна (1821-1885) - деверуша, супруга (од 1844) државног секретара Степана Федоровића Пањутина.
  - Мирковић Александар Александровић (рођен 1828) - пуковник лајп-хусарског пука, Одојевски маршал племства.

## Опис грба
Највише је одобрен грб дворског саветника Јакова Мирковића (18. априла 1801):
Штит је сребрним рогом подељен на плаву и црну боју. Изнад штита је племенита крунисана кацига са три нојева пера. Ознаке су плаве боје, обложене сребром. 